# Гражданская улица (Екатеринбург)
Гражда́нская у́лица — магистральная улица в жилом районе (микрорайоне) «Вокзальный» Железнодорожного административного района Екатеринбурга.

## Расположение и благоустройство
Улица проходит параллельно берегу Городского пруда. Начинается от пересечения с Машинистов и заканчивается переходя в улицу Челюскинцев. Слева на улицу выходит улица Некрасова. Протяжённость улицы составляет около 900 метров. Ширина проезжей части — около девяти метров (по одной полосе в каждую сторону движения).
На протяжении улицы имеются один светофор и один нерегулируемый пешеходный переход. С обеих сторон улица оборудована тротуарами (не на всём протяжении).

## История
Возникновение улицы связано с формированием в середине — второй половине 1920-х годах между Северной улицей (современная Челюскинцев) и местом впадения в реку Исеть реки Ольховки Октябрьского посёлка.
Застройка по улице впервые показана на плане Свердловска 1929 года, но трассировка самой улицы и название ещё не обозначены. На городских плане 1939 года показана застройка улицы на участке от улицы Машинистов до улицы Некрасова. На обратной стороне плана указано прежнее название: Большая Октябрьская улица. В 1980-х годах на месте малоэтажной застройки появились многоэтажные жилые дома. На улице также находятся медицинские и образовательные учреждения.

## Здания и сооружения
Внимание! Этот раздел содержит информацию по состоянию на июнь 2012 года
По нечётной стороне:
- № 7 — медицинское учреждение;
- № 9 — Дорожная больница на станции «Свердловск-Сортировочный», поликлиника № 1;
- № 11 — 17-этажный жилой комплекс апартаментов 2011 года постройки;
- № 21 — лодочная станция.

По чётной стороне:
- № 2 — 9-этажный 271-квартирный панельный жилой дом 1982—1985 годов постройки (разные секции);
- № 2а — 10-этажный 119-квартирный панельный жилой дом 1996 года постройки;
- № 4 — 12-этажный 85-квартирный кирпичный жилой дом 1986 года постройки;
- № 4а — детский сад № 125;
- № 6 — средняя общеобразовательная школа № 208.

## Транспорт

### Наземный общественный транспорт
Движение наземного общественного транспорта по улице не осуществляется. Ближайшие остановки общественного транспорта — «Управление дороги» (улица Челюскинцев) и «Стрелочников» (на одноимённой улице).

### Ближайшие станции метро
В 1000 метрах к северо-востоку от конца улицы находится станция метро  Уральская.
В 500 метрах к востоку от конца улицы находится станция метро  Динамо